# Turno di notte
Turno di notte est une série télévisée créée et produite par Dario Argento composée de quinze épisodes d'un quart d'heure et diffusée par la Rai 2 dans la saison 1987-1988. Les épisodes sont réalisés par Lamberto Bava et Luigi Cozzi.

## Principe
Structurellement, la série télévisée se compose de quinze épisodes d'environ 15 ou 20 minutes, chacun racontant une des histoires qui sont arrivées au chauffeur de taxi pendant son service de nuit (« turno di notte » en italien). La série télévisée était diffusée chaque semaine et était un jeu en soi : avant la fin de l'épisode, le public devait deviner qui était le tueur. L'histoire recommence alors pour que les gens puissent voir qui a gagné.

## Production
Les six premiers épisodes ont été réalisés par Lamberto Bava. Mais puisqu'il devait réaliser le film Sentences de mort, il a dû quitter la série. Le fauteuil de réalisateur a ensuite été occupé par Luigi Cozzi, qui a terminé le tournage des neuf épisodes restants.
Après la sortie du premier épisode L'impronta dell'assassino du réalisateur Luigi Cozzi, les créateurs de la série télévisée ont eu des problèmes avec le diffuseur RAI  qui a exigé que certains épisodes soient atténués car ils s'inquiétaient de la possible réaction négative du public. Selon Luigi Cozzi, le personnel de la RAI n'a pas regardé tous les épisodes, sinon ils auraient fait beaucoup plus de coupes.
Les épisodes ont été filmés à un rythme soutenu tous les soirs pendant six mois, et au moment où les derniers épisodes se terminaient, les premiers épisodes étaient déjà à la télévision.

## Épisodes
| no | Titre original                 | 1re diffusion    |
| -- | ------------------------------ | ---------------- |
| 1  | E' di moda la morte            | 2 octobre 1987   |
| 2  | Heavy Metal                    | 9 octobre 1987   |
| 3  | Buona fine e miglior principio | 16 octobre 1987  |
| 4  | Giubetto rosso                 | 23 octobre 1987  |
| 5  | Il bambino rapito              | 30 octobre 1987  |
| 6  | Babbo Natale                   | 6 novembre 1987  |
| 7  | L'impronta dell'assassino      | 13 novembre 1987 |
| 8  | Ciak si muore                  | 20 novembre 1987 |
| 9  | Sposarsi è un po' morire       | 27 novembre 1987 |
| 10 | Delitto in rock                | 4 décembre 1987  |
| 11 | L'evasa                        | 11 décembre 1987 |
| 12 | La casa dello Stradivari       | 18 décembre 1987 |
| 13 | Giallo Natale                  | 25 décembre 1987 |
| 14 | Via delle Streghe              | 1er janvier 1988 |
| 15 | Il taxi fantasma               | 8 janvier 1988   |

## Fiche technique
- Titre original : Turno di notte[12]
- Réalisation : Lamberto Bava (È di moda la morte, Heavy Metal, Buona fine e miglior principio, Giubbetto rosso, Il bambino rapito et Babbo Natale) ; Luigi Cozzi (L'impronta dell'assassino, Ciak si muore, Sposarsi è un po' morire, Delitto in rock, L'evasa, La casa dello Stradivari, Giallo Natale, Via delle Streghe, Il taxi fantasma)[13]
- Photographie : Pasquale Rachini
- Montage : Piero Bozza
- Décors : Maurizio Garrone
- Production : Dario Argento
- Société de production : ADC Produzioni TV pour la RAI
- Pays de production :  Italie
- Langue originale : italien
- Format : Couleurs - 1,33:1 - Son mono
- Genre : série policière
- Durée : 12 à 19 minutes par épisode
- Dates de diffusion : 
  - Italie : 2 octobre 1987 au 8 janvier 1988

## Distribution
- Matteo Gazzolo : « Rosso 27 »
- Antonella Vitale : « Calypso 9 »
- Franco Cerri : « Tango 28 »
- Stefano De Sando (it) : Commissaire Argentini
- Lea Martino : Loredana